# Andrés Prieto
Andrés Prieto (19. prosince 1928, Santiago de Chile – 25. září 2022, Vitacura) byl chilský fotbalista, útočník. Po skončení aktivní kariéry působil jako trenér.
Jeho mladší bratr Ignacio Prieto byl členem chilské reprezentace na Mistrovství světa ve fotbale 1966.

## Klubová kariéra
Začínal v chilském klubu CD Universidad Católica, se kterým získal v roce 1949 mistrovský titul. Dále hrál ve španělské Primera División za RCD Espanyol, nastoupil v 16 ligových utkáních a dal 4 góly. Byl členem chilské reprezentace Mistrovství světa ve fotbale 1950, nastoupil ve 2 utkáních a dal 1 gól.

## Ligová bilance
| Ročník                   | Zápasy | Góly | Klub                    |
| ------------------------ | ------ | ---- | ----------------------- |
| 1. chilská liga 1947     | –      | –    | CD Universidad Católica |
| 1. chilská liga 1948     | –      | –    | CD Universidad Católica |
| 1. chilská liga 1949     | –      | –    | CD Universidad Católica |
| 1. chilská liga 1950     | –      | –    | CD Universidad Católica |
| 1. chilská liga 1951     | –      | 12   | CD Universidad Católica |
| 1. chilská liga 1952     | –      | –    | CD Universidad Católica |
| Primera División 1953/54 | 6      | 0    | RCD Espanyol            |
| Primera División 1954/55 | 10     | 4    | RCD Espanyol            |
| 1. chilská liga 1955     | –      | –    | CD Universidad Católica |
| 1. chilská liga 1956     | –      | –    | CD Universidad Católica |
| 1. chilská liga 1957     | –      | –    | CD Universidad Católica |
| CELKEM Primera División  | 16     | 4    |                         |